# Crystal Dragon
Crystal Dragon is een computerspel van het type RPG dat werd ontwikkeld door Magnetic Fields. Het spel werd in 1994 door Black Legend uitgegeven voor de Commodore Amiga. De speler bestuurt twee karakters en het doel van het spel is een krachtig object te vinden.

## Ontvangst
| magazijn          | uitgave          | score |
| ----------------- | ---------------- | ----- |
| Amiga Action 65   | kerst 1994       | 76%   |
| Amiga Format 65   | november 1994    | 74%   |
| Amiga Magazine 38 | maart/april 1996 | N/A   |
| Amiga Mania       | juni 1992        | 80%   |
| Amiga Power 44    | december 1994    | 38%   |
| CU Amiga          | december 1994    | 86%   |